# Phare de Cap Wrath
Le phare de Cap Wrath (en gaélique écossais : Am Parbh) est un phare qui se trouve en haut des falaises du Cap Wrath (Sutherland) dans le comté des Highland au nord de l'Écosse. Il est situé au point le plus au nord-ouest du continent britannique à 16 km du village de Durness au sud-est.
Ce phare est géré par le Northern Lighthouse Board (NLB) à Édimbourg, l'organisation de l'aide maritime des côtes de l'Écosse.
Il est maintenant protégé en tant que monument classé du Royaume-Uni de catégorie A.

## Histoire
Le phare du Cap Wrath a été construit en 1828 par l'ingénieur civil Robert Stevenson et a été gardienné jusqu'en 1998, date à laquelle il a été converti en opération automatique par le NLB. La lumière d'origine est une lampe à paraffine avec des réflecteurs rouges et blancs. Elle a été remplacée par des lampes à vapeur de mercure en 1978. En 1980, un générateur électrique temporaire a été installé en attendant sa liaison au secteur électrique local. La corne de brume, présente sur le site, a été abandonnée en 2001.
En raison de sa hauteur, la lumière était souvent obscurcie par les nuages bas ou le brouillard et, au début du 20e siècle, des plans ont été élaborés pour construire une lumière supplémentaire. Cela impliqua la construction de tunnels dans le promontoire, des passerelles d'accès dans des rochers au-dessous du promontoire. Les plans ont été établis par David Alan Stevenson, petit-fils de Robert et le travail a commencé en 1913, mais a été suspendu au début de la Première Guerre mondiale et n'a jamais redémarré.
La caractéristique actuelle de la lumière est de quatre flashs blancs toutes les 30 secondes visible jusqu'à 41 km. L'optique est une lentille de Fresnel de premier ordre et la lampe a une puissance de 204.000 candela.
Le phare est une tour cylindrique blanche de 20 mètres de haut, construite en granit avec un bâtiment de base semi-circulaire à un étage. Elle porte une galerie rembardée et une haute lanterne noire. Les chalets de gardien et les bâtiments techniques du phare sont situés autour, la station est ceinte par un mur. Le phare et ses bâtiments associés sont désignés comme monuments classés de catégorie A.
Des bâtiments ont été construits près du phare par la Lloyd's of London comme une station de signalisation entre 1894 et 1903. Ces bâtiments, qui sont des monuments classés de catégorie B, forment l'un des rares sites restants des stations de signalisation Lloyds au Royaume-Uni. Cette station a été construite pour la navigation autour du cap Wrath et a été fermée en 1932. Le site a été réutilisé en 1939 comme poste d'observation au déclenchement de la seconde guerre mondiale. Une nouvelle station de garde-côtes a été construite à côté de la station de signalisation dans les années 1940 pour l'usage de guerre. Les bâtiments de la station de signalisation et de la garde côtière sont en grande partie abandonnés.

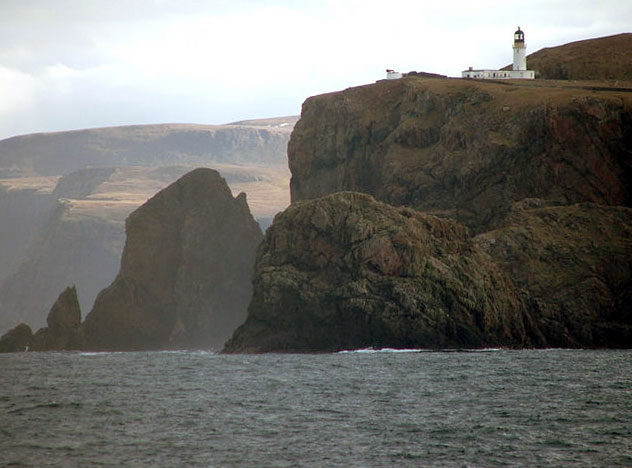
Cap Wrath et son phare

Une rampe a été construite en 1827, avant la construction du phare, à Clais Charnach, un ravin abrupt à environ 2,7 km au sud-est du phare. Le quai a été utilisé pendant la construction du phare pour fournir les matériaux nécessaires, puis pour l'approvisionnement des gardiens. À partir de 1977, c'est l'hélicoptère qui a été utilisé pour cette tâche. Des bâtiments de stockage ont été construits en même temps, dont l'un est encore utilisé par le Ministère de la Défense. La rampe a été étendue et reconstruite vers 1863 et reste en usage comme site d'atterrissage pour le phare. Une route d'accès du Kyle of Durness (en) a aussi été construite pour approvisionner le phare en 1828.

### Lien connexe
- Liste des phares en Écosse